# Dasypeltis medici
Espèce
Synonymes
- Dipsas medici Bianconi, 1859
- Dasypeltis elongata Mocquard, 1888
- Dasypeltis palmarum Peters, 1878

Dasypeltis medici est une espèce de serpents de la famille des Colubridae.

## Répartition
Cette espèce se rencontre :
- dans le sud du Kenya ;
- au Malawi ;
- dans le Nord et le centre du Mozambique ;
- en Somalie ;
- en Tanzanie ;
- en Zambie ;
- dans le nord-est du Zimbabwe.

## Sous-espèces
Selon The Reptile Database (3 octobre 2011) :
- Dasypeltis medici lamuensis Gans, 1957
- Dasypeltis medici medici (Bianconi, 1859)

## Publications originales
- Bianconi, 1859 : Specimina Zoologica Mosambicana - Fasc. XII, p. 497-506 (texte intégral).
- Gans, 1957 : Dasypeltis medici lamuensis, a new race of egg-eating snkae (Ophidia, Reptilia) from coastal East Africa. Breviora, vol. 79, p. 1-13 (texte intégral).